# Танковський Євген Анатолійович
Євге́н Анато́лійович Танковський (1979—2014) — старший лейтенант Збройних сил України, учасник російсько-української війни.

## Життєпис
Народився 1979 року в смт Приютівка (Олександрійський район, Кіровоградська область). Закінчив Олександрійську ЗОШ № 17 з відзнакою; гірничий інженер — Дніпропетровський гірничий інститут. Проживав в Кривому Розі, працював у шахті з 2000-х років. Працював на розрізі «Костянтинівський»; після закінчення академії за розподілом прийшов працювати на Криворізьку шахту. Був майстром зміни, відповідав за техніку безпеки.
Мобілізований, командир взводу, 25-а окрема повітряно-десантна бригада.
Загинув від вибуху міни під час виходу з оточення біля міста Торез.
Вдома залишилися мати Тетяна, батько Андрій Танковські і молодший брат. Похований в Олександрії на Верболозівському цвинтарі.

## Нагороди та вшанування
- 14 листопада 2014 року за особисту мужність і героїзм, виявлені у захисті державного суверенітету та територіальної цілісності України, вірність військовій присязі під час російсько-української війни, відзначений — нагороджений орденом Богдана Хмельницького ІІІ ступеня (посмертно)
- його портрет розміщений на меморіалі «Стіна пам'яті полеглих за Україну» у Києві: секція 2, ряд 5, місце 20
- 26 вересня 2014 року на фасаді Олександрійської ЗОШ № 17 встановлено меморіальну дошку Євгену Танковському[1]
- вшановується на церемоніалі вшанування захисників України, які загинули цього дня у різні роки внаслідок російської збройної агресії на Сході України.